# Karl Friedrich Steinberg
Karl Friedrich „Fritz“ Steinberg (* 22. Oktober 1897 in  Atzendorf; † 4. November 1950 in Waldheim) war ein deutscher SS-Unterscharführer und Kriegsverbrecher. Als Leiter von Krematorien im KZ Auschwitz-Birkenau war er tief in den Holocaust verstrickt.

## Leben
Steinberg war von Beruf Maurer. Er wurde 1940 Mitglied der NSDAP, um seiner Nachkriegsaussage zufolge in den Polizeidienst eintreten zu können. Stattdessen gehörte er ab März 1941 der Waffen-SS an und wurde im April dieses Jahres ins KZ Auschwitz kommandiert. Zunächst war er Wachmann im Konzentrationslager und nach kurzer Ausbildung ab Juli 1941 als Blockführer und danach zeitweise als Kommandoführer der Strafkompanie eingesetzt. Das unter seiner Aufsicht stehende Häftlingskommando bestand aus 250 Häftlingen unterschiedlicher Nationalität, darunter auch Juden, und musste unter anderem die Straße vom Bahnhof zum Lager anlegen.
Steinberg wurde 1943 zum SS-Unterscharführer befördert. Bis zum Eintreffen von Erich Mußfeldt aus dem KZ Majdanek im Mai 1944 war Steinberg kurzfristig Leiter der  Birkenauer Krematorien II und III, in denen auch Sonderkommandos eingesetzt waren. Der mit Steinberg im KZ Auschwitz eingesetzte Hauptscharführer Paul Steinmetz gab später an, dass Steinberg „ein enger Mitarbeiter von Moll“ im Zuge der Vergasungen war. Laut dem Auschwitzüberlebenden Miklós Nyiszli war Steinberg „intelligent und grausam zugleich“. Spätestens nach der Räumung des KZ Auschwitz im Januar 1945 war er noch im KZ Ebensee eingesetzt, einem Außenlager des KZ Mauthausen.
Nach dem Ende des Zweiten Weltkrieges befand er sich in Internierungshaft. In den Waldheimer Prozessen war Steinberg als Kriegsverbrecher der Misshandlung von Häftlingen und Beteiligung an deren Erschießung beschuldigt. Er hatte Misshandlungen eingeräumt und zugegeben, acht polnische Häftlinge in Auschwitz zur sogenannten Sandgrube geführt zu haben, wo diese während seiner Anwesenheit erschossen worden waren. Aufgrund dessen wurde er durch die VII. Große Strafkammer des Landgerichts Chemnitz in Waldheim am 9. Juni 1950 zum Tode verurteilt. Durch das Oberlandesgericht Dresden wurde das Urteil bestätigt. Steinberg wurde am 4. November 1950 in Waldheim mittels einer Giftspritze hingerichtet.
In Unkenntnis seiner Hinrichtung wurde im Zuge der Frankfurter Auschwitzprozesse durch die Staatsanwaltschaft bei dem Landgericht Frankfurt am Main am 12. April 1960 Haftbefehl gegen Steinberg erlassen.